# Henryhowella hartmanni
Henryhowella hartmanni is een mosselkreeftjessoort uit de familie van de Trachyleberididae. De wetenschappelijke naam van de soort is voor het eerst geldig gepubliceerd in 1978 door Jain.